# Кандрыш
Кандрыш (устар. Ягодная) — река в России, протекает по Никольскому и Инзенскому районам Ульяновской и Пензенской областях. Левый приток Инзы.

## География
Река Кандрыш берёт начало в лесу на территории Никольского района Пензенской области неподалёку от остановочного пункта Ягодный. Течёт на северо-восток по территории Инзенского района Ульяновской области и впадает в Инзу между сёлами Оськино и Панциревка. Устье реки находится в 61 км по левому берегу реки Инза. Длина реки составляет 11 км. Притоки — Медвежий, Песчанка.

## Данные водного реестра
По данным государственного водного реестра России относится к Верхневолжскому бассейновому округу, водохозяйственный участок реки — Сура от Сурского гидроузла и до устья реки Алатырь, речной подбассейн реки — Сура. Речной бассейн реки — (Верхняя) Волга до Куйбышевского водохранилища (без бассейна Оки).